# Insania
Insania (psáno též jako 1N54N14) (neboli Aristokracie nových vyděděnců) je česká crossoverová/post-hardcoreová hudební skupina z Brna.

## Historie

### Počátky (1987 - 1998)
Insania vznikla roku 1987, po několika koncertech jí byla roku 1988 ze strany brněnské StB zakázána další činnost. Poté chvíli působila pod krycím názvem Skimmed a pod touto hlavičkou v roce 1990 vydala LP New Insanity (jednu z prvních nezávislých desek v Československu). Roku 1992 obnovila činnost opět pod názvem Insania a v novém složení vydala roku 1994 první CD Crossfade, které slavilo úspěch i v zahraničí. Kapela dále koncertovala po celé Evropě, hostovala v několika televizních a rozhlasových pořadech a hrála společně s kapelami jako je Voivod, Nomeansno nebo Killing Joke. Od roku 1991 se datuje její přátelský vztah s Jello Biafrou (ze sanfranciských Dead Kennedys, který si kapelu oblíbil).

### Americké turné a album Recycling & Live in Seattle (1999 - 2000)

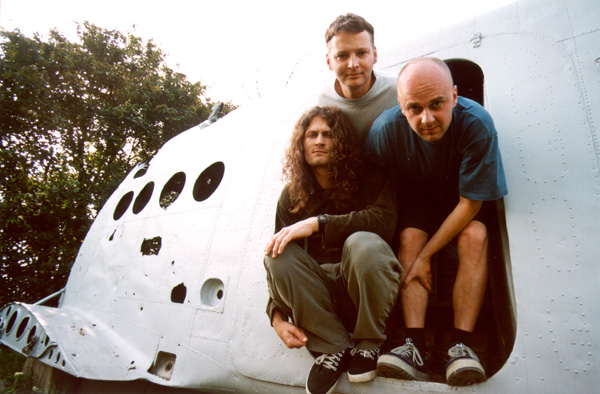
Kapela Insania (2001) - zleva: Poly, Klíma, BlackDrum

V roce 1999 podnikla kapela své první koncertní turné ve Spojených státech amerických. Bylo výsledkem spolupráce s fanynkou žijící v Seattlu a místní hardcoreovou skupinou Unkle Betty. Během tří týdnů kapela odehrála sérii koncertů převážně v oblasti Seattlu, včetně klubů Zak's, Offramp a Ballard Firehouse. V závěru turné Insania nahrála dvě nové skladby a pořídila živé záznamy z vystoupení, které byly později vydány na kompilačním albu (kombinace koncertního záznamu, znovu nahraných skladeb z alba Crossfade, dvou nových skladeb a remixů) Recycling & Live in Seattle (2000). Turné se neslo v duchu DIY přístupu a přispělo k navázání kontaktů s americkou alternativní scénou, zejména na západním pobřeží Kalifornie a v severozápadním státě Washington.

### Po americkém turné (2001 - současnost)

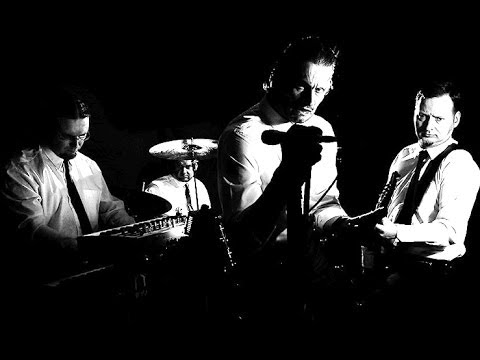
Kapela Insania v klipu „Božská komedie" z alba Zapal dům poraž strom... (2013)

Insania dále vydala dvě řadová alba, Trans-Mystic Anarchy (2001) a OUT (2004), z nichž obě skončila v daném roce na druhém místě v kategorii "Hard & Heavy" ankety hudebních kritiků Anděl. 
Na jaře 2007 Insania (posilněná o nového člena) vydala u labelu Redblack nové CD Rock'n'Freud.  Šlo o první album kapely nazpívané kompletně v češtině. V tvůrčí dílně režiséra Mitchiho vznikl trikový videoklip k písni „Je mrtvá“, který citelně čerpá z atmosféry filmů Karla Zemana. Album Rock'n'Freud získalo cenu ankety hudebních kritiků Anděl v kategorii „Hard and heavy". 
19. března 2010 bylo vydáno album Kult Hyeny.
Album Zapal dům poraž strom..., vydané v roce 2013, získalo dva Anděly v kategoriích „Hard & Heavy" a „Punk & Hardcore".
Dne 7. května 2017 vydala skupina album Na počátku byl spam. Na něm se nachází skladba „Ať kypí žluč", která se ironicky vyjadřuje k sociálním sítím. K písni vznikl videoklip s účinkující stand-up komičkou Adélou Elbel. Přestože hudební média skladbu chválila, od některých společenských skupin kapela sklidila negativní reakce.

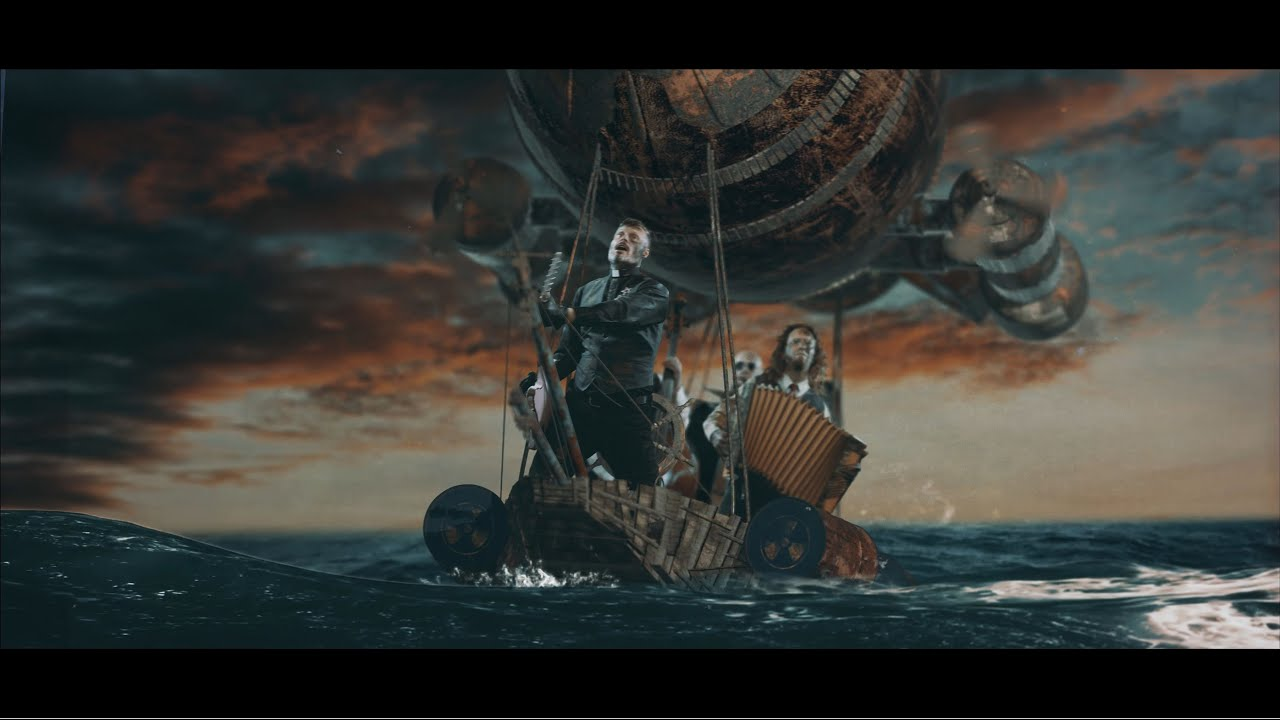
Klip „Placatej svět" k albu GRRRotesky (2022). Výtvarně je inspirován dílem výtvarníka Karla Zemana.

S novou tvůrčí silou vydala Insania pod hlavičkou Smile Music Records nové album GRRRotesky inspirované estetikou podsvětí 30. let 20. století a dnešním světem, kde se i ty nejabsurdnější vize ze seriálu Simpsonovi dávno staly realitou. Album vyšlo 25. února na CD a 1. května na LP a digitálně. Dne 29. dubna 2022 měl online premiéru videoklip k písni „Placatej svět“.

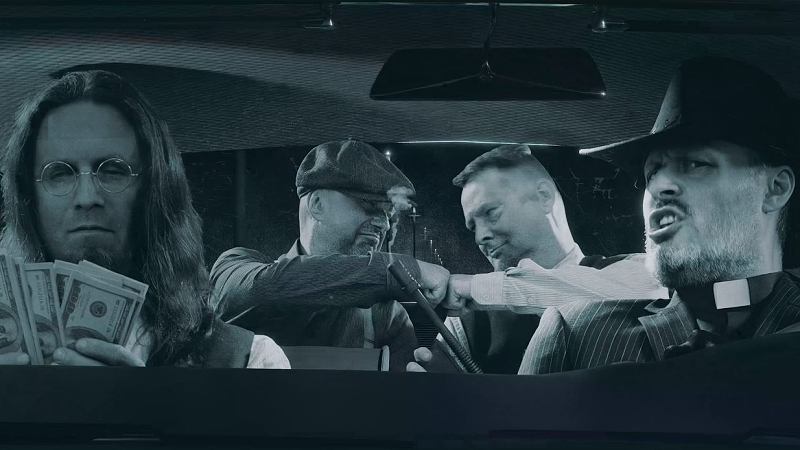
Klip „Jedeme peklo" (2023) k albu Grrrotesky (2022). Výtvarně čerpá z filmu Sin City - město hříchu.

Dne 3. března 2025 zveřejnila kapela Insania na platformě YouTube videoklip k nové skladbě s názvem „Cukr a Bitch“.
Jedná se o první veřejně zveřejněnou ukázku z připravovaného, dosud nepojmenovaného alba. Videoklip vznikl s využitím umělé inteligence a stylisticky navazuje na provokativní a temně ironický vizuální jazyk, který je pro Insanii typický. 

## Hudební styl
Insania původně vznikla jako hardcore-punková kapela s vlivy metalové estetiky a industriálního zvuku. Texty se zabývaly přírodou, astrálními a mystickými tématy, zakládajícími si na díle Johna Rornalda Reuela Tolkiena. Do alba OUT (2004) včetně kombinovala kapela češtinu a angličtinu. Od následujícího alba Rock'n'Freud (2007) používá výhradně mateřský jazyk (výjimku tvoří pouze parodická skladba „We Are The Losers" z alba Na počátku byl spam (2017) ). V průběhu let se styl kapely proměňoval směrem ke komplexnějším aranžím a výraznému crossoveru, míchajícímu prvky hardcore, groove metalu, industrialu i elektroniky.
V současnosti Insania kombinuje vlivy skupin jako Faith No More, Rammstein nebo Marilyn Manson s výrazným vokálním projevem připomínajícím temného kazatele. Texty jsou charakteristické bohatou dávkou sarkasmu, ironických narážek, provokace a černého humoru.

## Kacířův kancionál

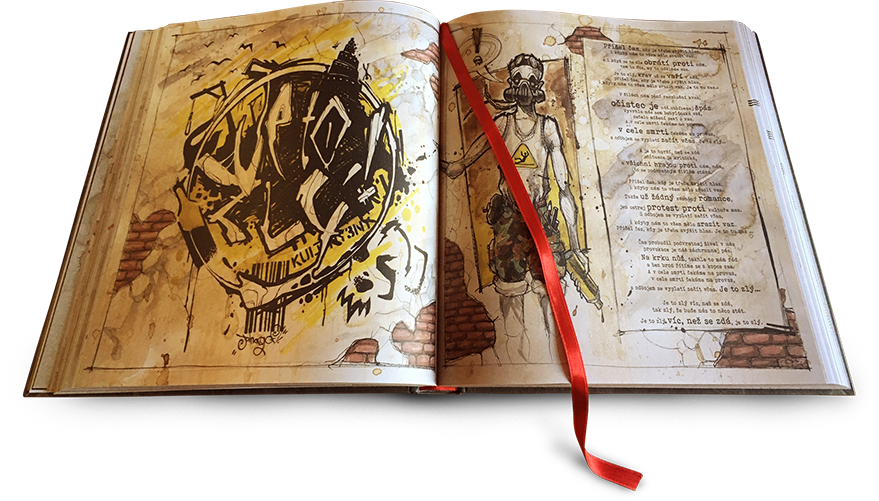
Kniha Kacířův kancionál (2019)

Dne 1. dubna 2019 vydal frontman kapely Petr „Poly“ Pálenský autorskou knihu s názvem Kacířův kancionál. Jedná se o vizuálně výraznou publikaci kombinující poezii, texty inspirované tvorbou Insanie, ironické společenské komentáře a grafické prvky v duchu art nouveau a dark art. Ilustrace ke knize vytvořil Jakub „kOki(R)“ Dobeš, grafické zpracování připravil Radan Běhoun.
Kniha propojuje motivy z náboženství, filozofie a popkultury – objevují se v ní historické i alegorické postavy, například Friedrich Nietzsche, Umberto Eco, Bůh, Ďábel či fiktivní evangelista Joe. Součástí konceptu jsou také zakódované odkazy na dílo Jaroslava Foglara. Publikace je interaktivní – čtenář může prostřednictvím mobilní aplikace (pro iOS a Android) odhalovat paralelní obsah, který je postupně doplňován a aktualizován.
Kacířův kancionál byl vydán v luxusní grafické úpravě s reliéfní obálkou, vloženou faksimilií a saténovou stužkou. Pozornost si získal díky originálnímu spojení literatury, hudby, výtvarného umění a digitální technologie.

## Postava Joea
Jedním z opakujících se prvků v textech kapely Insania je fiktivní postava jménem Joe. Vystupuje jako sarkastický komentátor dění, temný vypravěč a,  jak ho charakterizuje frontman Poly, „grázlík z Rodokapsu“. Poprvé se objevil v písni „Černá magie je fajn" z alba Virtu-ritual (1998).

## Diskografie
- R.U.Dead? (1992, demo)
- EP Vertigo (1993, Malárie rec.)
- CD Crossfade (1994, Malárie rec.)
- EP Caught Red-Handed (1995, několik labelů)
- CD God is Insane … Join Him! (1996, Taga rec.)
- EP Woodoo Astrology (1997, Taga rec.)
- CD Virtu-ritual (1998, Indies records)
- CD Recycling & Live in Seattle (2000, CBR)
- CD Tamto remixuje Insanii (2001, příloha Tamto)
- CD Trans-Mystic Anarchy (2001, Redblack)
- CD OUT (2004, Redblack)
- CD Rock'n'Freud (2007, Redblack)
- CD Kult hyeny (2010, X Production)
- CD Zapal dům poraž strom... (2013, X Production / Redblack)
- CD Na počátku byl spam (2017, X Production)
- CD GRRRotesky (2022, Smile Music Records)